# 2006年越南APEC峰會
2006年越南APEC峰會（英語：APEC Vietnam 2006）是2006年亞太經濟合作組織21個成員經濟體圍繞越南舉行的一系列政治會議。各成員國領導人於2006年11月18日至19日在河內市舉行會議。2006年越南APEC會議旨在實現的顯著目標包括促進自由貿易和投資、加強人類安全以及建立更強大的社會以及更有活力和和諧的社區。此次APEC會議的主題是建立一個充滿活力的共同體，實現永續發展與繁榮。

## 外部連結
| 前任者： 2005年韓國APEC峰會 | 亚太经济合作组织 2006 | 繼任者： APEC Australia 2007 |